# (32453) Kanamishogo
(32453) Kanamishogo est un astéroïde de la ceinture principale.

## Description
(32453) Kanamishogo est un astéroïde de la ceinture principale. Il fut découvert le 26 septembre 2000 à Fukuchiyama par Masayoshi Yoshimi. Il présente une orbite caractérisée par un demi-grand axe de 3,07 UA, une excentricité de 0,06 et une inclinaison de 10,8° par rapport à l'écliptique.

## Compléments